# Licinio Refice
Licinio Refice (Licinio Goffredo Clinio Elpidio Refice) (né le 12 février 1883 à Patrica et mort le 11 septembre 1954  à Rio de Janeiro) est un homme d'église et compositeur italien.

## Biographie
Licinio Refice effectue des études en théologie, et est ordonné prêtre le 23 septembre 1905. Il peut alors se consacrer à sa passion, la musique. Il étudie avec Ernesto Boezi et Remigio Renzi.
Très vite, la presse le présente comme l'un des compositeurs de musique sacrée les plus prometteurs de sa génération, digne de figurer aux côtés du renommé Lorenzo Perosi. Avec ce dernier, il représente la nouvelle musique sacrée italienne du XXe siècle.
Il reçoit son diplôme de composition en 1910, et est gratifié à cette occasion d'une mention spéciale du ministère de l'Éducation publique de son pays. En revanche, l'exécution de son œuvre Cantate Domino canticum novum la même année fait scandale et il est menacé de perdre ses postes importants, comme celui de maître de chapelle à la basilique Sainte-Marie-Majeure.
Sa musique sacrée est empreinte d'une grande théâtralité, ses messes peuvent être considérées comme étant de vrais micro-drames, rédigées dans un style proche de l'opéra. Elle rencontra un grand succès. Refice écrivit une quarantaine de messes, dans lesquelles il renouvelle les conventions du genre.
S'il produira beaucoup de musique d'église, c'est surtout par son opéra Cecilia (créé en 1934, mais écrit aux alentours de 1922-1923), qu'il reste connu de nos jours. Cette œuvre à caractère mystique est popularisée par Claudia Muzio. Il rédige en outre d'autres œuvres théâtrales, comme Margherita da Corona.
Il meurt lors d'une représentation de Cecilia à Rio de Janeiro, au Brésil en 1954.

## Catalogue (sélection)
Opéras
- Cecilia (1934)
- Margherita da Cortona (1938)
- Il Mago (1954 - incomplet)

Messes
- Cantate Domino Canticum novum (1910)
- Gratia Plena (1914)
- Choralis (1916)
- Jubilaei (1925)
- Regina Martyrum (1925)
- Requiem (1931)
- Sancti Eduardi Regis (1933)
- Sanctae Teresiae (1938)
- Sanctae Luciae (1947)
- Pro Defunctis Patriae profuso sanguine testibus (1948)
- In honorem beatae Mariae de Mattias (1950)
- Sancti Ignatii a Laconi (1951)

Œuvres sacrées
- Chananaea (1914)
- Maria Maddalena (1916)
- Martyrium Agnetis Virginis (1917)
- Dantis Pöetae transitus (1921)
- Trittico francescano (1926)
- La Samaritana (1933)
- L'Oracolo (1946)
- Lilium Crucis (1952)

- Stabat Mater (1916)
- Pomposia (1950)
- Mottetti, varie raccolte
- Miserere
- Magnificat in Fa
- Lauda Jerusalem
- Liriche sacre e profane
- Salmi vari